# فرانک مارشال
فرانک مارشال (به انگلیسی: Frank James Marshall) ‏(۱۰ اوت ۱۸۷۷–۹ نوامبر ۱۹۴۴) قهرمان شطرنج ایالات متحدهٔ آمریکا از ۱۹۰۹ تا ۱۹۳۷ بود.
وی در ۸ سالگی شطرنج را از پدرش آموخت و به سرعت پیشرفت کرد. در سال ۱۹۰۴ تورنمنت کمبریج اسپرینگز را با ۱٫۵ امتیاز اختلاف نسبت به امانوئل لاسکر برد که نخستین شکست قهرمان جهان در یک تورنمنت پس از حدود ۱۰ سال بود. وی در سال ۱۹۰۷ مسابقه‌ای را برای کسب عنوان قهرمانی جهان با امانوئل لاسکر برگزار کرد که با نتیجهٔ یک‌طرفهٔ ۸ باخت، ۷ تساوی و بدون برد مغلوب شد. با این حال پس از آن هم در جمع شطرنج‌بازان برتر دنیا قرار داشت و کاپیتان تیم ملی آمریکا در چهار المپیاد شطرنج در دههٔ ۱۹۳۰ بود که با چهار مدال طلا برای این تیم به پایان رسید.